# Cinéma en Amérique
Le cinéma des Amériques désigne les films et la production cinématographique associés aux pays d’Amérique.

## Amérique du Nord

### Canada
Cinéma canadien peut faire référence à :
- Cinéma canadien anglophone, ensemble de la production de films en anglais, généralement tournés au Canada par les studios canadiens.
- Cinéma canadien francophone, ensemble de la production de films en français, généralement tournés au Canada par les studios canadiens.
  - Cinéma acadien, cinéma qui est réalisé par les Acadiens, principalement en Acadie.
  - Cinéma québécois, production cinématographique réalisées au Québec.

### États-Unis
Le cinéma américain est réalisé aux États-Unis. Il est considéré comme étant celui qui a le plus profondément façonné le cinéma au cours de son premier siècle d'existence, tant sur le plan des contenus et des techniques que sur les plans économique et culturel. Son cœur se situe à Hollywood, un quartier de Los Angeles, où est produite la majeure partie des programmes audiovisuels américains, télévisuels compris. Par métonymie, le mot « Hollywood » peut désigner l'ensemble de l'industrie audiovisuelle américaine, ou du moins les studios importants.
La critique américaine Pauline Kael résume en 1968 le style des films hollywoodiens : « Kiss Kiss Bang Bang ». La formule lapidaire traduit l'importance des relations romantiques et de l'action qui caractérisent cette production, laissant dans l'ombre l'importance des aspects techniques, la qualité des techniciens, la maîtrise technologique, qui ont fait et font ce cinéma : le scénario, la mise en scène, les images, le montage, la musique, le son et les effets spéciaux.

## Amérique latine
Le cinéma latino-américain est le nom donné à toutes les productions cinématographiques réalisées par des artistes, des producteurs et des techniciens latino-américains.
Le cinéma est arrivé en Amérique latine en 1896, après la première projection des frères Lumière en 1895 à Paris. À partir de ce moment, les équipements de tournage, de projection et professionnels sont arrivés, favorisant le début du développement des productions dans cette région. Il est né avec un processus d'expansion de l'industrie et de la technologie, et avec le principal soutien du pouvoir économique et politique, il a commencé à s'installer dans la plupart des pays du monde.